# Zīr-e Derakhtān-e Zeytūn
Zīr-e Derakhtān-e Zeytūn é um filme de drama iraniano de 1994 dirigido e escrito por Abbas Kiarostami. Foi selecionado como representante da Irã à edição do Oscar 1995, organizada pela Academia de Artes e Ciências Cinematográficas.

## Elenco
- Hossein Rezai
- Farhad Kheradmand
- Mohamad Ali Keshavarz